# Karim Saddam
Karim Saddam Minshid (arab. ‏كريم صدام‎; ur. 25 czerwca 1960 w Bagdadzie) – iracki piłkarz, reprezentant kraju.

## Kariera klubowa
Przygodę z futbolem rozpoczął w klubie Al-Sinaa. Następnie został zawodnikiem Al-Jaish. W latach 1985–1986 reprezentował barwy zespołów Al-Rasheed i Al-Siyaha. W 1986 zasilił szeregi drużyny Al-Zawraa, w której grał przed 8 lat. W 1994 został piłkarzem Al-Shorta. Karierę piłkarską zakończył w 1996, po roku gry w Al-Sinaa.

## Kariera reprezentacyjna
Po raz pierwszy w reprezentacji zagrał w 1982. Uczestnik Igrzysk Olimpijskich 1984. W 1986 został powołany przez trenera Evaristo de Macedo na Mistrzostwa Świata 1986, gdzie reprezentacja Iraku odpadła w fazie grupowej. W sumie w reprezentacji wystąpił w 20 spotkaniach i strzelił 6 bramek.